# Strada europea E552
La strada europea E552 è una strada europea che collega Monaco di Baviera a Linz. Come si evince dalla numerazione, si tratta di una strada di classe B posta nell'area delimitata a nord dalla E50, a sud dalla E60, ad ovest dalla E55 e ad est dalla E65.

## Percorso
La E552 è definita con i seguenti capisaldi di itinerario: "Monaco di Baviera - Braunau - Wels - Linz".